# Historia de Escandinavia

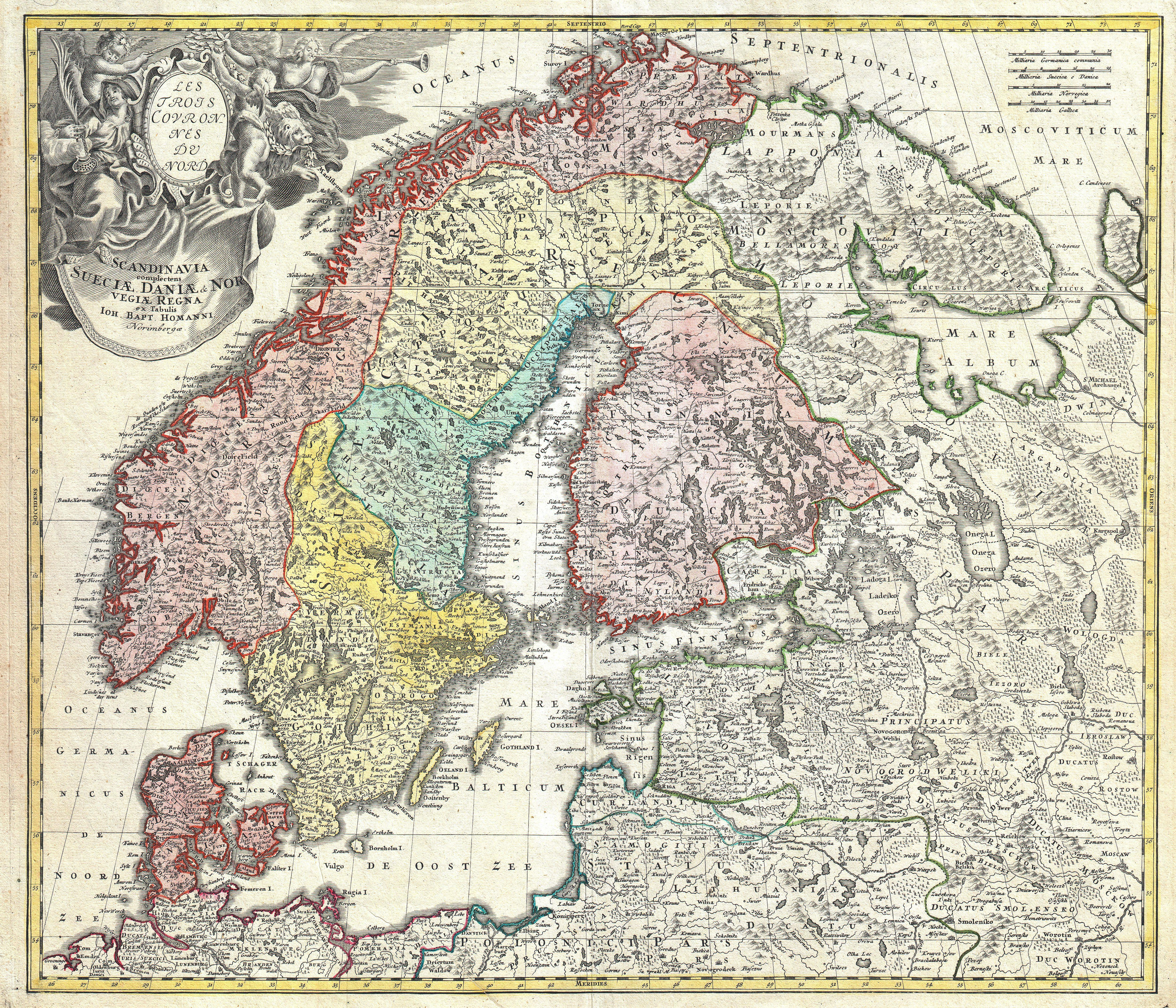
Mapa de Escandinavia en 1730.

La historia de Escandinavia es la historia de la región de Europa del Norte conocida como Escandinavia; en particular, de Dinamarca, Noruega y Suecia.

## Prehistoria
Hay pocos restos en Escandinavia de la Edad de Piedra, de la de Bronce o de la de Hierro con excepción de algunas herramientas de esos materiales, de algunas joyas, ornamentos, cairns y sobre todo de piedras con dibujos conocidos como petroglifos.

### Paleolítico superior
La península escandinava fue poblada mucho más tarde que el resto de Europa. Las bajas temperaturas durante la Edad de Hielo retrasaron la llegada de Escandinavia a una zona habitable hasta alrededor del año 9700 a. C.
Cuando los hielos se retiraron, los renos pastaron en los terrenos planos de Dinamarca y de la zona meridional de Suecia. Este fue el territorio de los ahrensburgienses, una serie de tribus que cazaban en vastos territorios y que vivían en lavvus en la tundra. Había pocos árboles en la región con excepción de abedules papíferos y la taiga, que apareció lentamente.

### Mesolítico
En el VII milenio a. C., cuando los renos y los cazadores se desplazaron hacia el norte de Escandinavia, se desarrollaron bosques. La cultura maglemosiense prevaleció en Dinamarca y en el sur de Suecia. En el norte, en Noruega y en la mayor parte de la zona septentrional de Suecia, vivió la cultura Fosna-Hensbacka, principalmente en el borde del bosque. Los cazadores-recolectores del norte siguieron las manadas y los movimientos de los salmones, desplazándose al sur durante los inviernos y hacia el norte en los veranos. Estos primeros pueblos tenían tradiciones culturales similares a las practicadas en otras regiones del norte, en áreas que incluyen los actuales territorios de Finlandia, Rusia y a través del estrecho de Bering en el extremo septentrional de Norteamérica.
En el VI milenio a. C., la zona sur de Escandinavia estaba cubierta por el bosque templado de frondosas. La fauna incluía uros asiáticos, bisontes europeos, alces y venados. La cultura dominante en este periodo fue la Kongemose, dedicada a la caza de focas y a la pesca. Al norte de los kongemose vivieron otros cazadores-recolectores en la mayor parte del sur de Noruega y Suecia llamadas las culturas Nøstvet y Lihult, descendientes de los fosna y de los hensbacka. A finales del VI milenio a. C., los kongemose fue reemplazada al sur por la Ertebölliense.

### Neolítico
Durante el V milenio a. C., el pueblo ertebølle aprendió cerámica de las tribus vecinas del sur, que comenzaron a cultivar la tierra y a criar animales. Aquellos también iniciaron las actividades agrícolas, y hacia el III milenio a. C. se volvieron parte de la cultura de los vasos de embudo, que marca la aparición de tumbas megalíticas en las costas del Báltico. Durante el IV milenio a. C., esas tribus se expanden por Suecia hasta Uppland. Los nøstvet y los lihult aprendieron nuevas tecnologías de los agricultores que avanzaban (pero no la agricultura), deteniéndolos y haciendo que cambiaran su dirección hacia el suroccidente de Suecia, pero algunos dicen que los cultivadores no fueron muertos ni expulsados, sino que voluntariamente se mezclaron con las poblaciones locales. Hay por lo menos un sitio que parece ser mixto, el Alvastra pile-dwelling.
No se sabe qué lengua hablaban estos primeros escandinavos, pero a finales del III milenio a. C., fueron superados por la cultura de la cerámica cordada, que según muchos especialistas hablaba protoindoeuropeo. Este nuevo pueblo avanzó hacia Uppland y el fiordo de Oslo, y probablemente dio la lengua que es el ancestro de las actuales lenguas escandinavas. Eran pastores, y con ellos la mayor parte de Escandinavia meridional entró al Neolítico.

### Edad de Bronce nórdica

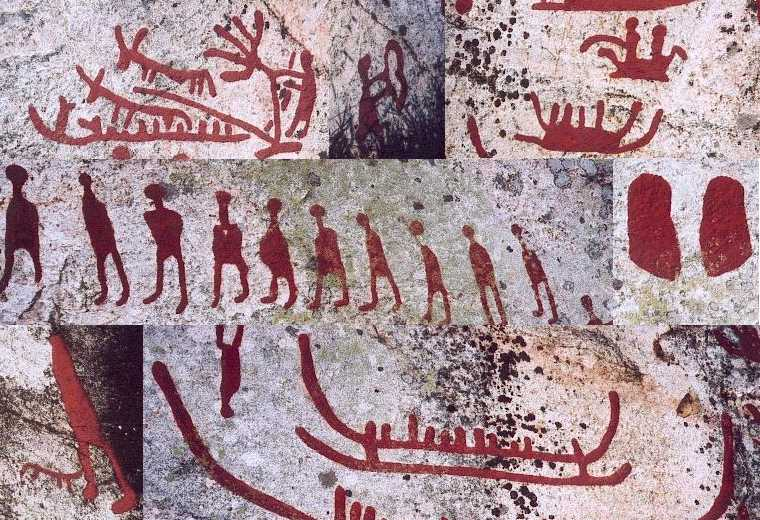
Imagen compuesta de petroglifos de Escandinavia (en Häljesta, Västmanland, Suecia). Edad de Bronce nórdica. Los glifos están pintados para que sean más visibles. No se sabe si estaban así desde un principio.

Aunque los escandinavos entraron tardíamente a la Edad del Bronce europea a través del comercio, sus sitios presentan objetos ricos y bien preservados hechos de lana, madera y de oro y bronce importados de Europa central. Durante este periodo en Escandinavia surgió la primera civilización avanzada después de la Edad de Piedra nórdica. Los escandinavos adoptaron muchos símbolos europeos y mediterráneas al tiempo que crearon nuevos estilos y objetos. La civilización micénica, la cultura de Villanova, la fenicia y el Antiguo Egipto han sido identificadas como posibles fuentes del trabajo artístico escandinavo de este periodo. La influencia extranjera se atribuye al comercio de ámbar, pues el ámbar encontrado en las tumbas micénicas de este periodo es del mar Báltico. Varios petroglifos muestran barcos, y grandes formaciones de piedras conocidas como barcos de piedra indican que el comercio por este medio jugó un papel protagónico en su cultura. Varios petroglifos muestran barcos cuyo origen podría ser mediterráneo.
Aunque hay muchos montículos y campos de petroglifos de este periodo, hace mucho se dejó de conocer su significado. Hay muchos artefactos de bronce y oro. La apariencia bastante cruda de los petroglifos comparada con los trabajos de bronce ha dado pie a la teoría según la cual fueron producidos por culturas o grupos sociales distintos. Durante la Edad de Bronce no hubo lengua escrita en los países nórdicos.
La Edad de Bronce nórdica se caracterizó por un clima cálido (comparable con el del Mediterráneo), lo que permitió una población relativamente densa, pero terminó con un cambio climático con el que el clima se deterioró, se hizo más húmedo y frío (se piensa que pudo originar la leyenda de Fimbulwinter) y es muy probable que es a situación haya llevado a las tribus germánicas hacia el sur en Europa continental. En este periodo en Europa oriental hubo una influencia escandinava. Un milenio después, los varios pueblos germanos orientales con orígenes escandinavos (burgundios, godos y hérulos), como los lombardos, rendered Escandinavia (Scandza) el nombre de "útero de naciones" en Getica del historiador romano Jordanes.

### Edad de Hierro prerromana

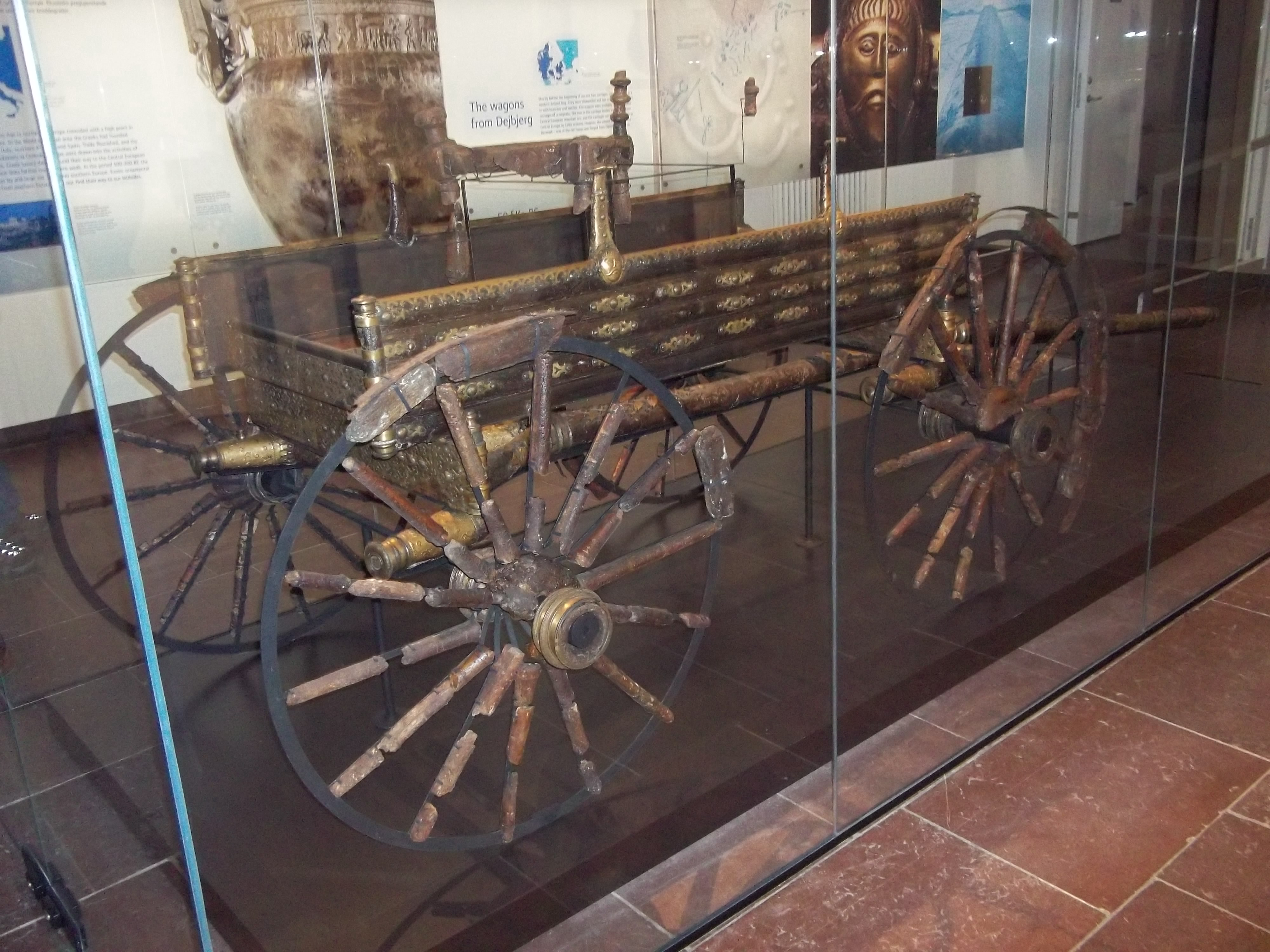
La carreta de Dejbjerg, en Jutlandia.

La Edad de Bronce nórdica terminó con un clima más frío y húmedo. En este periodo hay menos hallazgos arqueológicos. También es el momento en que los pueblos germánicos comienzan a ser conocidos en el mediterráneo y por los romanos.
En un principio el hierro era valioso y se usaba con fines decorativos. Las agujas son los objetos más antiguos, pero también se encontraron espadas y hoces. Durante todo el periodo se siguió usando el bronce, sobre todo como decoración. Aunque se continuó con las tradiciones de la Edad de Bronce nórdica, hubo fuertes influencias de la cultura de Hallstatt en Europa Central. Continuaron con la tradición cultural Urnfield de enterrar los cadáveres y poner los restos en urnas. Durante los últimos siglos, las influencias de la cultura de La Tène de Europea Central se extendió a Escandinavia desde el noroeste de Alemania, y allí hay hallazgos de este periodo de todas las provincias de la zona sur de Escandinavia.
Los arqueólogos han encontrado de este periodo objetos como espadas, escudos, lanzas, tijeras, hoces, tenazas, cuchillos, agujas, hebillas, hervidores, etc. El bronce se siguió usando para torques y hervidores, cuyo estilo era una continuación del de la Edad de Bronce. Uno de los hallazgos más importantes es la carreta de Dejbjerg, en Jutlandia, de cuatro ruedas y con partes de bronce.

### Edad de Hierro romana

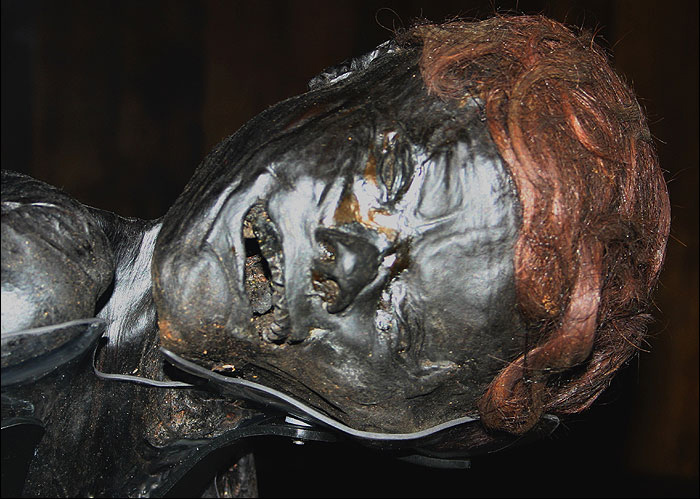
Momia del Hombre de Grauballe, expuesto en el Museo Moesgård, situado en Aarhus, Dinamarca.

Mientras muchas tribus germánicas tuvieron un contacto sostenido y la presencia militar del Imperio romano, la mayor parte de Escandinavia se desarrolló en la periferia extrema del mundo latino. Con excepción de las referencias a los suecos (suiones) y a los gautas (gautoi), gran parte de la región se quedó sin ser registrada por los autores romanos.
En Escandinavia se importó una gran cantidad de bienes, como monedas (más de 7.000), vasijas, imágenes de bronce, vasos de vidrio, hebillas con esmalte, armas, etc. Además, el estilo de los objetos de metal y las vasijas de cerámica eran marcadamente romanas. Por primera vez aparecieron objetos como tijeras de podar. En el siglo III y en el siglo IV, se importaron algunos elementos de los pueblos germánicos que se instalaron al norte del mar Negro, uno de los cuales se piensa que son nórdicos runas.
Hay asimismo muchas momias de los pantanos de este periodo en Dinamarca, Schleswig y el sur de Suecia. Junto sus cuerpos hay armas, utensilios domésticos y vestidos de lana. Se encontraron grandes barcos de remos del siglo IV en Nydam mosse en Schleswig. Muchos fueron enterrados sin quemar, aunque esa tradición recuperó luego su popularidad.
En el siglo V y el siglo VI, el oro y plata se hicieron más comunes. Esto se puede atribuir al saqueo del Imperio romano efectuado por las tribus germánicas, del cual muchos escandinavos regresaron con oro y plata.

### Edad de Hierro germánica
El periodo que siguió la caída del Imperio romano se conoce como Edad de Hierro germánica, y se divide en las edades de Hierro germánica temprana y tardía, que en Suecia se conoce como la era de Vendel, con ricos sitios funerarios en el cauce del lago Mälar. La temprana Edad de Hierro germánica es el periodo en el cual aparecen en la historia los danos, y según Jordanes, eran descendientes de los suecos (suehans, suetidi) que habían reemplazado a los hérulos.
Durante la caída, hubo una gran afluencia de oro hacia Escandinavia, y hay excelentes trabajos de ese material, que fue utilizado para hacer vainas de montar y bracteatos. Notable ejemplos de ese trabajo son los cuernos de oro de Gallehus.
Cuando el Imperio romano desapareció, el oro se hizo escaso y los escandinavos comenzaron a hacer objetos de bronce enchapados en oro, con elementos decorativos de animales entrelazados de estilo escandinavo. Las decoraciones de la Edad de Hierro germánica muestran animales con pocas correspondencias anatómicas, pero en la tardía evolucionan hacia formas con extremidades entretejidas y entrelazadas, que son bien conocidas en la época vikinga.

## Época vikinga

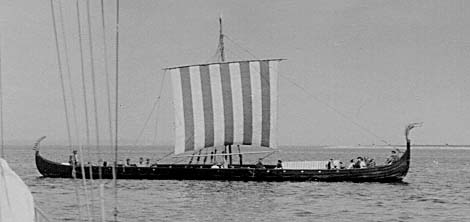
Reconstrucción de un barco vikingo.

Durante la época vikinga, los vikingos saquearon, colonizaron y explotaron grandes zonas de Europa, del Medio Oriente, de África del Norte y de Norteamérica, más específicamente de las áreas de la actual Isla de Terranova.
El comienzo de la época vikinga por lo general se sitúa en 793, cuando los vikingos saquearon el importante monasterio de la isla inglesa de Lindisfarne, y su final en la fracasada invasión de Inglaterra emprendida por Harald Hårdråde en 1066 y la conquista normanda de Inglaterra.

### Época de los asentamientos
La época de los asentamientos comenzó en 800. Los vikingos invadieron y más tarde se asentaron en Escocia, Inglaterra, Groenlandia, las Islas Feroe, Islandia, Irlanda, Livonia, Normandía, islas Shetland, Sicilia, en los territorios de los rus' y Vinland (Isla de Terranova).

## Plena y Baja Edad Media
Los siglos XIV-XV vieron una inestabilidad regional, e incluso la desintegración del Reino de Dinamarca, que durante ocho años en la primera mitas del siglo XIV dejó de existir de facto como entidad política, ni tenía monarca. Estas décadas se caracterizaron por la rivalidad con la emergente potencia de la región báltica: la Liga Hanseática. Cuando Valdemar IV de Dinamarca restauró el trono danés, afrontando las consecuencias de una devastadora peste negra, logró estabilizar en cierto modo las arcas de los condados daneses, en su mayoría hipotecados, y lanzó su misión de recuperar Dinamarca y restablecer su control del Báltico. En las siguientes décadas se librarían varios conflictos bélicos, comerciales y políticos, tanto en tiempos de Valdemar como tras su muerte, que formarían y reformarían las alianzas de la región y su división geopolítica. Entre estos conflictos cabe destacar la guerra de Kalundborg, el levantamiento de la noche de San Jorge, las guerras de sucesión de Rügen, la guerra danesa-hanseática, la invasión sueca de Escania, la batalla de Åsle, las guerras conta los hermanos de las vituallas, la guerra de Gotlandia de 1403, la primera guerra pomerana de Schleswig, la guerra de la Unión de Kalmar contra Holstein y la Hansa, las rebeliones de Engelbrekt, de Amund Sigurdsson y de Hallvard Graatop, la guerra danesa-neerlandesa, la guerra de sucesión noruega, la guerra danesa-sueca de 1451-1457, la guerra de deposición de Jöns Bengtsson, la guerra danesa-sueca de 1470, y la batalla de Roberto, entre otros.

## Unión de Kalmar

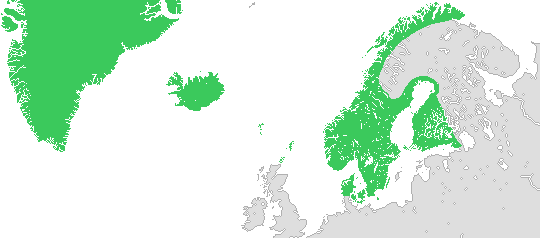
La Unión de Kalmar en 1397.

La Unión de Kalmar (en danés, noruego y sueco: Kalmarunionen) fue una serie de uniones personales (1397–1513/1520) que unió los reinos de Dinamarca, Noruega y Suecia bajo el mismo monarca. Los países renunciaron a su soberanía pero no a su independencia, e intereses divergentes (en especial el descontento sueco con los daneses sobre su dominio en Holstein) originaron un conflicto que dificultaría las relaciones desde los años 1430 hasta su disolución final en 1523.
La guerra de Kalmar entre 1611-1613 fue un esfuerzo del rey danés Cristián IV por reimponer por la fuerza la Unión. Sin embargo, el conflicto terminó con una pequeña victoria danesa, pero no con la derrota de los suecos. Fue el último intento por recrear la Unión de Kalmar.

### Reforma
La Reforma protestante llegó a Escandinavia en los años 1530. La región pronto se convirtió en uno de los núcleos del luteranismo.

## sigloXVII

### Guerra de los Treinta Años
La Guerra de los Treinta Años se desarrolló entre 1618 y 1648, principalmente en el territorio del Sacro Imperio Romano Germánico, en Europa central, pero implicando a su vez a la mayor parte de las potencias continentales. Aunque desde el principio fue un conflicto religioso entre protestantes y católicos, la autoconservación de la Casa de Habsburgo también fue un motivo central. Los daneses y luego los suecos intervinieron en varios momentos para proteger sus intereses.

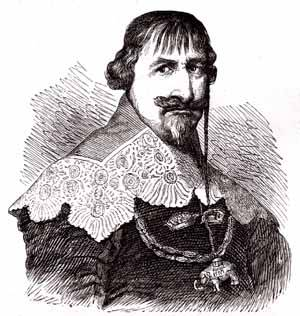
Retrato de Cristián IV.

La intervención danesa comenzó cuando Cristián IV, el rey del reino de Dinamarca y Noruega, quien era luterano, ayudó a los alemanes protestantes liderando un ejército en contra del Sacro Imperio Romano Germánico, temiendo por la soberanía de Dinamarca como nación protestante. Ese periodo comenzó en 1625 y terminó en 1629. El rey danés había sacado un gran provecho de sus políticas en el norte de Alemania (Hamburgo tuvo que aceptar la soberanía danesa en 1621, y en 1623 también Verden estuvo bajo control danés, lo mismo que Bremen en 1653.) Como administrador, Cristián IV fue bastante exitoso, logrando un nivel de progreso y de estabilidad único en Europa, que se pagó con el impuesto de Oresund y grandes reparaciones para Suecia. También ayudó que el regente de Francia, el cardenal Richelieu, estuviera deseoso de pagar por una incursión danesa en Alemania. Cristián lo hizo con veinte mil mercenarios, pero sus fuerzas fueron derrotadas y el rey y su reino sufrieron una severa derrota.

La muerte del rey Gustavo Adolfo el 16 de noviembre de 1632 en la batalla de Lützen.

La intervención sueca comenzó en 1630 y duró hasta 1635. Algunos en la corte de Fernando II de Habsburgo creían que Wallenstein quería controlar a los príncipes alemanes para ganar influencia ante el emperador. Fernando II retiró del cargo a Wallenstein en 1630. Luego lo volvió a llamar y junto a Gustavo Adolfo atacó el imperio y venció en varias batallas importantes.
Gustavo Adolfo, como Cristian IV antes que él, ayudó a los alemanes luteranos a anticipar la agresión católica contra su patria y obtener influencia económica en los estados alemanes del mar Báltico. También como Cristian IV, Gustavo Adolfo fue subsidiado por Richelieu, durante el reinado de Luis XIII de Francia, y por los holandeses. De 1630 a 1634, volvieron a atacar con las fuerzas católicas y recuperó gran parte de las tierras protestantes que habían sido ocupadas.

### Ascenso de Suecia e Imperio sueco

Suecia en el momento de su máxima expansión, tras el tratado de Roskilde en 1658. Las áreas en verde oscuro muestran la extensión máxima de la nación sueca en el.

El poder sueco comenzó bajo el reinado de Carlos IX. Durante la guerra de Ingria Suecia expandió sus territorios hacia el oriente. Muchas otras guerras con territorios de Polonia, Dinamarca-Noruega y Alemania permitieron una mayor expansión, aunque hubo algunos reveses como la guerra de Kalmar. Suecia comenzó a consolidar su imperio mediante muchos otros enfrentamientos bélicos, como las guerras del Norte y la guerra Escanesa. Dinamarca sufrió muchas derrotas durante ese periodo. Finalmente, bajo el reino Carlos XI de Suecia el imperio se consolidó como una monarquía semiabsoluta.

## sigloXVIII

### Gran Guerra del Norte

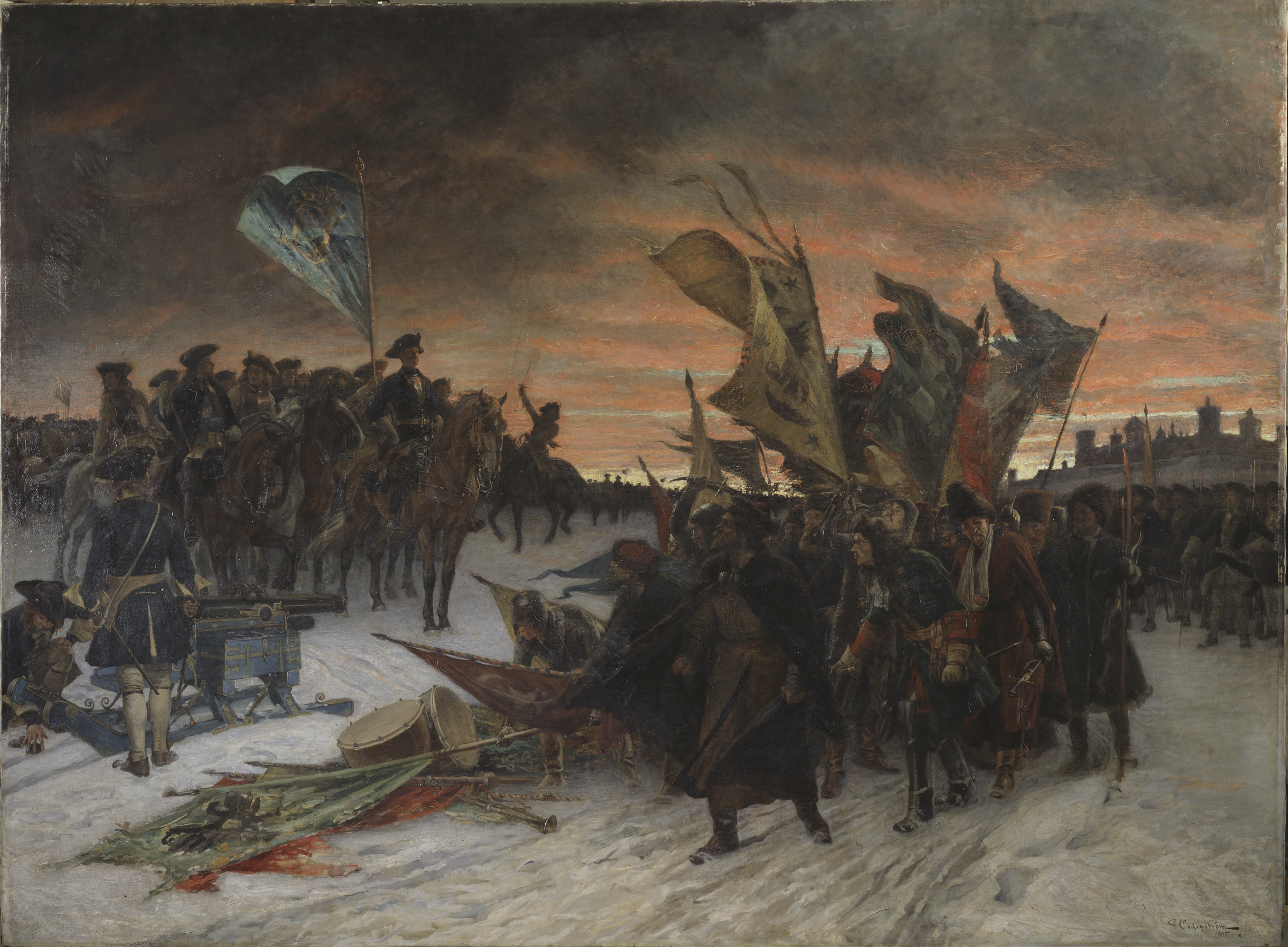
Victoria sueca en Narva en 1700, por Gustaf Cederström, pintado en 1910.

La Gran Guerra del Norte enfrentó a una coalición formada por Rusia, el Reino de Dinamarca y Noruega y Sajonia-Polonia (desde 1715 también Prusia y Hanover) en un bando y Suecia en el otro desde 1700 hasta 1721. Comenzó con un ataque coordinado a Suecia en 1700 y terminó en 1721 con el Tratado de Nystad y el Tratado de Estocolmo. Como resultado de la guerra, Rusia suplantó a Suecia como el poder dominante en el mar Báltico y se convirtió en uno de los protagonistas de la política europea.

### Colonialismo
Tanto Suecia como Noruega-Dinamarca mantuvieron colonias fuera de Escandinavia desde el siglo XVII hasta el XX. En el Atlántico norte, Groenlandia, Islandia y las  Islas Faroe formaron parte del reino Dinamarca-Noruega. En el Caribe, Dinamarca empezó a colonizar  St Thomas en 1671, St John en 1718 y compró Saint Croix a Francia en 1733. Dinamarca también mantuvo colonias en la India: Tranquebar y Frederiksnagore. La Compañía Danesa de las Indias Orientales operaba desde Tranquebar. Suecia también tenía una  Compañía Sueca de las Indias Orientales. En su momento de apogeo, las compañías sueca y danesa importaban más té que la  British East India Company, comerciando el 90% del producto en Gran Bretaña y consiguiendo un gran beneficio. Ambas compañías decayeron durante el curso de las Guerras Napoleónicas. Suecia tuvo una colonia de corta vida llamada  Nueva Suecia en Delaware (EE. UU.) durante la década de 1630s y después adquirió las islas de San Bartolomé (1785–1878) y Guadalupe en el Caribe.